# Зайцев, Алексей Анатольевич
Алексей Анатольевич Зайцев (1952—2008) — российский учёный, доктор технических наук, мэр города Новошахтинска в Ростовской области в 2005—2007 гг.

## Биография
Родился в Новошахтинске в 1952 году. После окончания Ростовской государственной академии сельхозмашиностроения устраивается на предприятие Ростсельмаш.
В 2000 году Зайцев написал книгу, где предсказал затопление действующих шахт Новошахтинска.
Зайцев А. А. являлся членом Комиссии по экономической безопасности Экспертно-консультационного Совета по проблемам национальной безопасности Государственной Думы РФ, академиком Академии изучения проблем национальной безопасности России.
В 2004 году он признавался «Лучшим изобретателем Дона-2004».
6 апреля 2005 года вступил на должность мэра города Новошахтинск. Однако затем он был отстранён от должности мэра города по решению суда, а в апреле 2008 года осуждён на 2,8 года лишения свободы условно по обвинению в превышении должностных полномочий и служебном подлоге.
25 сентября 2008 года Зайцев А. А. скончался от огнестрельного ранения в собственном доме. Рядом жителей Новошахтинска, включая депутатов городской думы, случившееся было расценено как убийство, носящее политический характер, так как оппоненты экс-мэра остерегались возможного возвращения Алексея Зайцева к власти в городе. Однако позже следствие установило, что Зайцев неосторожно причинил смерть самому себе, пытаясь сымитировать покушение на себя же с целью привлечения внимания общественности к своей персоне; версии как об убийстве, так и о целенаправленном самоубийстве следствием были проверены и отвергнуты.

## Достижения
Зайцев А. А. внедрил 8 изобретений, которые использовались в экспериментальном и лабораторном оборудовании, в научных целях в области сельскохозяйственного машиностроения, а также в учебном процессе.
К его некоторым значимым разработкам относятся:
- математические уравнения для определения геометрических параметров однополостного гиперболоида вращения;
- установил закон убывания хлебной массы в процессе обмолота;
- создание зерноуборочного комбайна не имеющий аналогов в мировой практике комбайностроения;
- разработка способа бесконтактного определения крутящего момента и активного контроля мощности.[5][неавторитетный источник]